# 沖縄岡崎運輸
沖縄岡崎運輸株式会社（おきなわおかざきうんゆ、英称：okinawaokazakiunyu Co., Ltd. = OKL）は、沖縄県に本社を置く日本の運送会社である。通称オカザキ。
1992年に設立され、沖縄県内での貨物輸送・保管をはじめ、現在では東京・大阪・福岡・鹿児島～沖縄本島間および先島（宮古、石垣、他離島）を結ぶ海上輸送との密な連携を行い物流サービスネットワークを構築している。

## 沿革
- 1972年 - 沖縄県の日本復帰と同時に、那覇市に大阪岡崎運輸沖縄営業所として開設。
- 1992年 - 一般貨物自動車運送業免許の取得により、沖縄岡崎運輸株式会社として那覇市港町に会社設立
- 2023年 - 本社・倉庫を那覇市港町から豊見城市長堂へ移転

## 所在地
- 本社：沖縄県豊見城市長堂403-2 (琉球ロジスティクスセンター1F）
- 大阪：大阪府泉大津市板原町3-12-19（大阪岡崎運輸株式会社）

## 関連項目

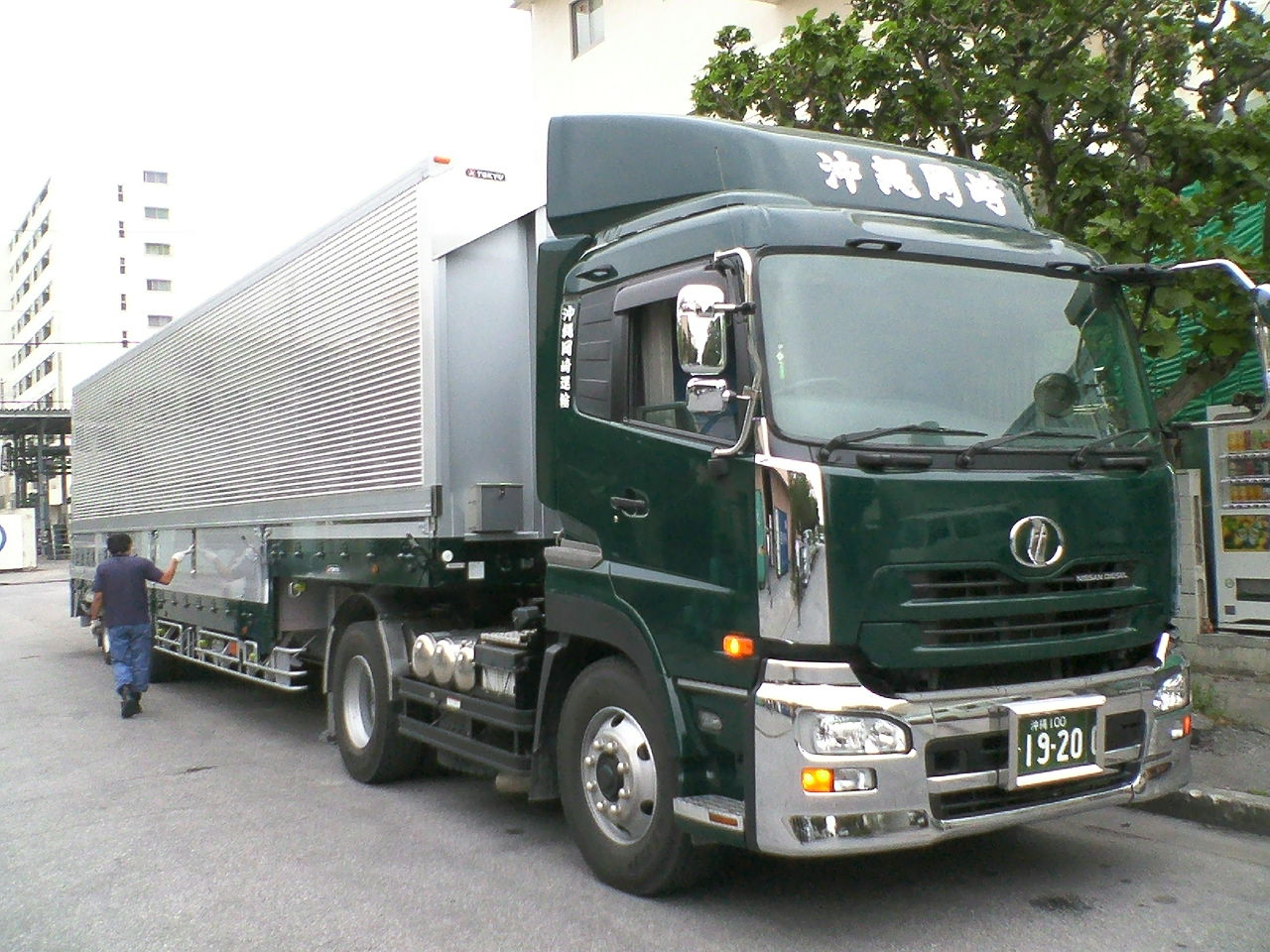

## 加盟団体
- 沖縄県トラック協会